# Synelmis gibbsi
Synelmis gibbsi är en ringmaskart som beskrevs av Salazar-Vallejo 2003. Synelmis gibbsi ingår i släktet Synelmis och familjen Pilargidae. Inga underarter finns listade i Catalogue of Life.